# Château de Castelo Bom
Le château de Castelo Bom est un ancien château médiéval situé dans la freguesia de Castelo Bom (pt), sur le territoire de la municipalité d'Almeida (district de Guarda, Portugal),.
Il se dresse en position dominante sur une colline rocheuse, dominant la rivière Côa, dont il défendait le passage. Faisant partie des terres de la Ribacoa, il est voisin du château médiéval d'Almeida et du château de Castelo Mendo.
Il est classé Monument national depuis 1946.

## Historique
Selon les données archéologiques, la première occupation humaine du site remonte à un castro préhistorique de l'âge de bronze. On pense que, grâce à sa position stratégique sur le fleuve, il a été occupé sans interruption depuis lors.

### Le château médiéval
À l'époque de la reconquête chrétienne de la péninsule Ibérique, la région fut initialement conquise par les forces du royaume de León.
Les domaines de Castelo Bom et son château passèrent au royaume du Portugal en dot de la Sainte Reine lors de son mariage avec le roi Denis Ier en 1282, le souverain lui accordant une charte en 1296. Une partie du territoire de la Ribacoa, disputé au León par le roi Denis Ier (1279-1325), fut définitivement acquise par le Portugal par le traité d'Alcañices (1297). Le souverain chercha alors à consolider ses frontières en reconstruisant le château d'Alfaiates, le château d'Almeida, le château de Castelo Bom, le château de Castelo Melhor, le château de Castelo Mendo, le château de Castelo Rodrigo, le château de Pinhel, le château de Sabugal et le château de Vilar Maior. Dans ce contexte, commencèrent les travaux de reconstruction du château et de l'enceinte de la ville de Castelo Bom, qui se poursuivirent tout au long du début du XIVe siècle.

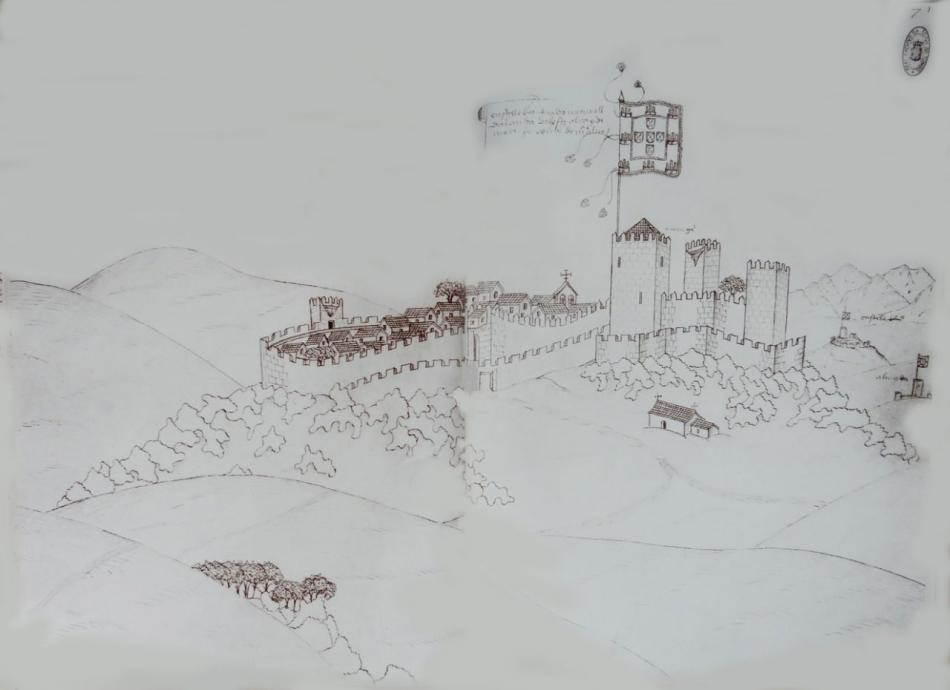
Le château sur le Livre des Forteresses de Duarte de Armas.

Selon l'iconographie de Duarte de Armas (pt) dans son Livre des Forteresses (vers 1509), sous le règne du roi Manuel Ier (1495-1521), les remparts du château comportaient deux tours quadrangulaires, dominées par le donjon, avec une barbacane, également dotée de deux tours, au sud et au nord. La muraille de la ville était double, avec une tour au nord-ouest. Le souverain renouvela la charte de la ville (Nouveau Foral) en 1510, ordonnant la réparation du château et de l'enceinte de la ville, travaux qui commencèrent en 1512, sous la supervision du maître d'œuvre João Ortega et du maçon Pero Fernandes.

### De la guerre de Restauration à nos jours
Pendant la guerre de Restauration, le maire de la ville était le vicomte de Vila Nova de Cerveira et marquis de Ponte de Lima. Le château possédait une tour bastionnée (où se trouvait la prison) et était défendu par deux pièces d'artillerie, constituant un important poste de défense frontalier, ayant servi de refuge aux gouverneurs de Beira.
Mentionné dans les Mémoires paroissiaux de 1758 (pt), il fut assiégé et conquis lors de la guerre de Sept Ans, lors de l'invasion du Portugal en 1762. Plus tard, lors de la guerre d'indépendance espagnole, envahi par les troupes napoléoniennes, le château fut détruit.

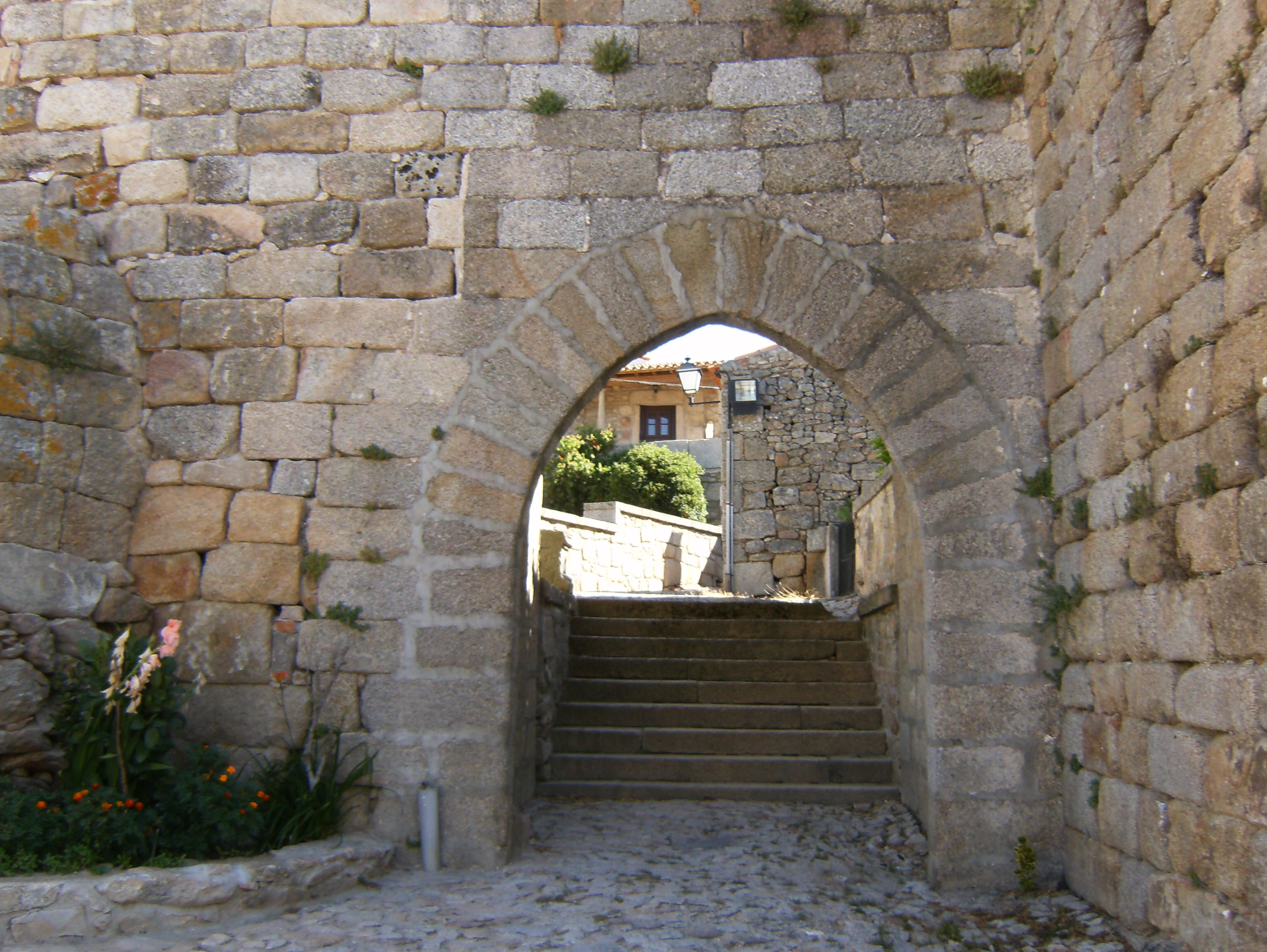
Porta da Vila.

Au XIXe siècle, après l'extinction de la municipalité de Castelo Bom (1834), commença une période de déclin, culminant avec la dégradation des défenses restantes de la ville.
Au milieu du XXe siècle, le château fut classé Monument National par décret du 2 janvier 1946. À cette époque, le donjon était encore debout lorsqu'il fut démoli par un particulier qui voulait y construire un abri pour son âne. Entre 1987 et 1988, les vestiges du château étant partiellement enfouis, une étude de restauration fut menée par la Direction générale des bâtiments et monuments nationaux (DGEMN).
Actuellement, parmi les vestiges, on peut voir des sections de la muraille, la Porta da Vila, une tour en ruine, le blason avec les anciennes armoiries de la ville, la citerne (Poço do Rei), une poudrière, une échauguette et deux puits.

## Caractéristiques

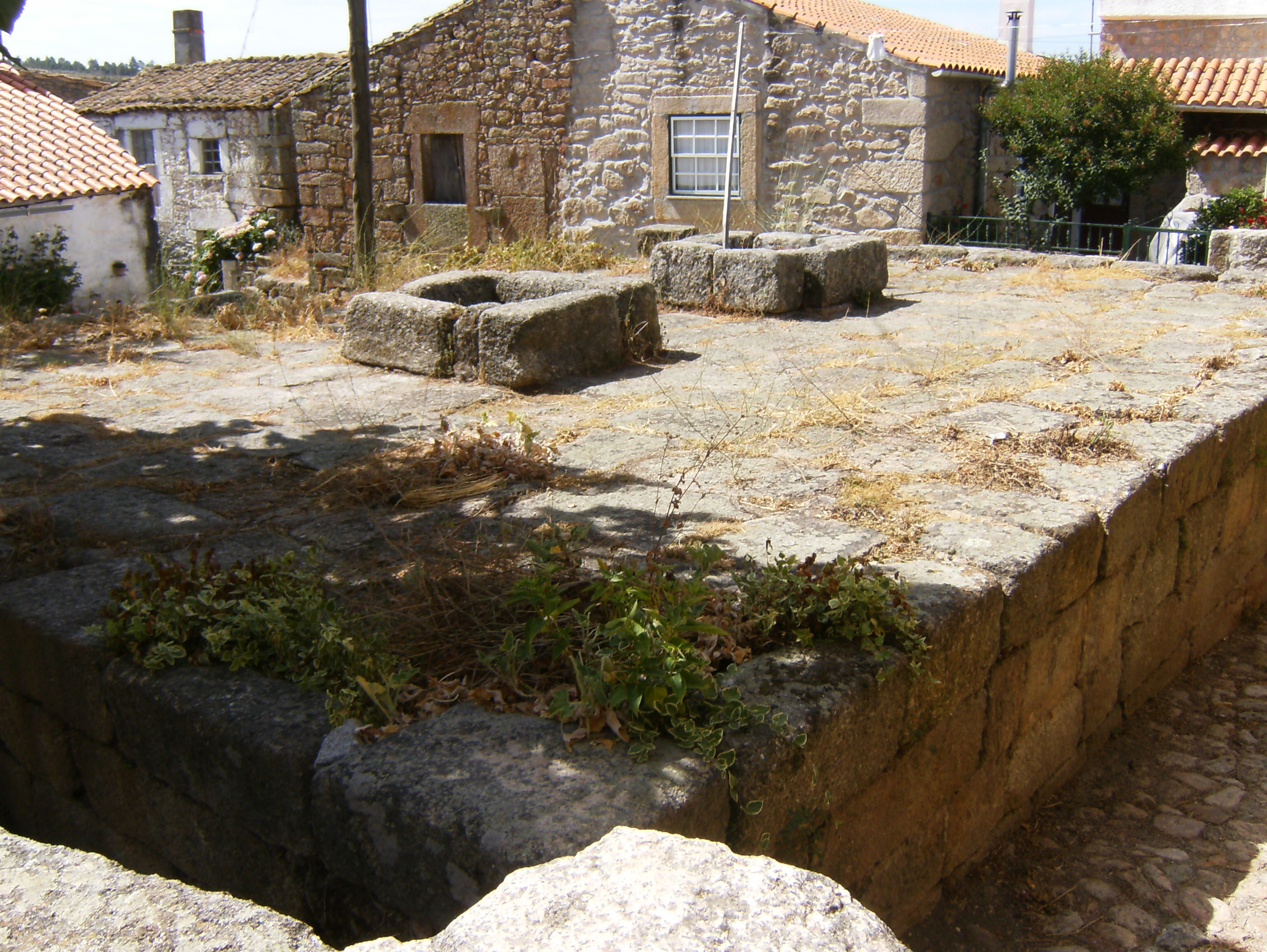
Poço d'El Rei.

Situé à 725 m d'altitude, ce château en maçonnerie de granit présente un plan organique irrégulier, presque rectangulaire. Il est entouré à l'extérieur d'une barbacane, également de plan irrégulier, par laquelle s'ouvre à l'est la Porta da Vila. Cette porte, au sol irrégulier, présente un arc brisé à l'extérieur et un arc plein à l'intérieur, ainsi qu'une voûte en berceau et des gonds en pierre. Sur la face intérieure des remparts, un escalier en pierre menait au chemin de ronde et au donjon carré, aujourd'hui en ruines. Sur une partie des remparts, au sud, se dresse également le blason de la vieille ville.
Dans le secteur sud, il y a la citerne, connue localement sous le nom de Poço do Rei , avec un plan rectangulaire ; au sud, la poudrière, avec un plan circulaire, également connue sous le nom de Rebolim ou Polvorim ; deux puits servaient aux défenseurs : Poço da Escada, avec un plan quadrangulaire, et Poço d'El Rei, avec un plan rectangulaire.

## L'un des châteaux du drapeau

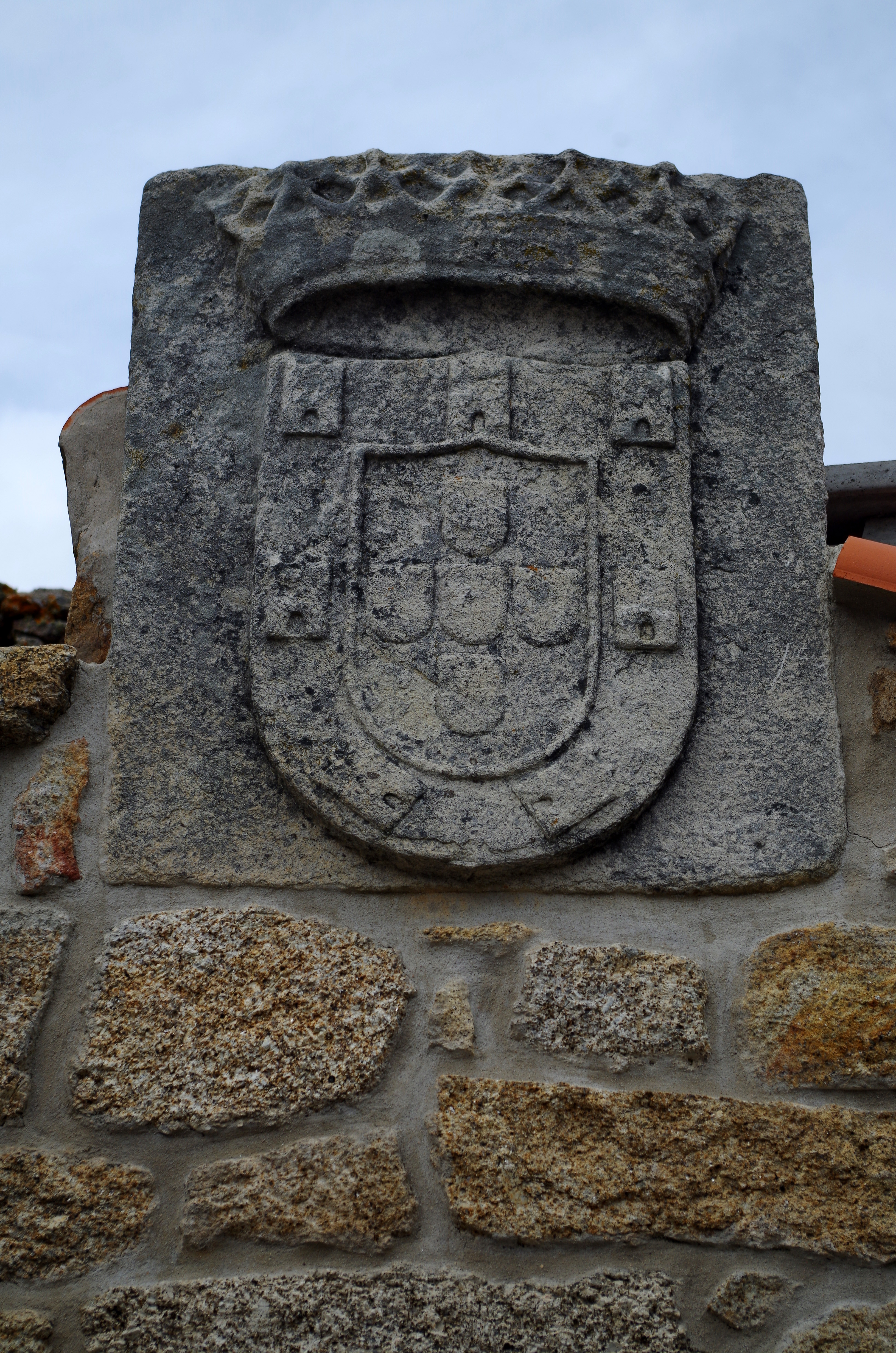
Armoiries de la ville : l'un des sept châteaux représentés sera Castelo Bom

Une théorie expliquant l'origine des sept châteaux dorés figurant sur les armoiries et le drapeau nationaux place Castelo Bom parmi les villes représentées. Cette théorie identifie les sept châteaux aux sept villes frontalières consacrées par les Portugais lors du Traité d'Alcañices (Castelo Bom, Castelo Mendo, Almeida, Alfaiates, Sabugal, Vilar Maior, Castelo Rodrigo et Castelo Melhor). Ce fait remplit de fierté les habitants de Castelo Bom et témoigne de l'importance séculaire du château pour la défense de l'intégrité et de l'identité du Portugal.